# Saison 1954-1955 des Celtics de Boston
La saison 1954-1955 des Celtics de Boston est la 9e saison de la franchise américaine de la National Basketball Association (NBA).

## Draft
| Tour | Rang | Joueur       | Position | Nationalité | Provenance |
| ---- | ---- | ------------ | -------- | ----------- | ---------- |
| 1    | 5    | Togo Palazzi | G/F      | États-Unis  | Holy Cross |
| 2    | 14   | Red Morrison | F/C      | États-Unis  | Idaho      |

## Classement de la saison régulière
| Division Est             | V  | D  | PCT  | GB |
| ------------------------ | -- | -- | ---- | -- |
| Nationals de Syracuse    | 43 | 29 | .597 | -  |
| Knicks de New York       | 38 | 34 | .528 | 5  |
| Celtics de Boston        | 36 | 36 | .500 | 7  |
| Warriors de Philadelphie | 33 | 39 | .458 | 10 |
| Bullets de Baltimore     | 3  | 11 | .214 | 11 |

## Effectif
| Numéro | Joueur          | Position | Provenance     |
| ------ | --------------- | -------- | -------------- |
| 5      | Skippy Whitaker | PG       | Kentucky       |
| 12     | Togo Palazzi    | SG       | Holy Cross     |
| 14     | Bob Cousy       | PG       | Holy Cross     |
| 15     | Red Morrison    | C        | Idaho          |
| 16     | Jack Nichols    | PF       | Washington     |
| 17     | Don Barksdale   | SF       | UCLA           |
| 18     | Bob Brannum     | PF       | Michigan State |
| 20     | Bob Houbregs    | C        | Washington     |
| 21     | Bill Sharman    | SG       | USC            |
| 22     | Ed Macauley     | C        | Saint Louis    |
| 23     | Frank Ramsey    | SF       | Kentucky       |
| 24     | Fred Scolari    | PG       | San Francisco  |

## Playoffs

### Demi-finale de Division
(2) Knicks de New York vs. (3) Celtics de Boston : Boston remporte la série 2-1
- Game 1 @ Boston : Boston 122, New York 101
- Game 2 @ New York : New York 102, Boston 95
- Game 3 @ New York : Boston 116, New York 109

### Finale de Division
(1) Nationals de Syracuse vs. (3) Celtics de Boston : Boston s'incline dans la série 3-1
- Game 1 @ Syracuse : Syracuse 110, Boston 100
- Game 2 @ Syracuse : Syracuse 116, Boston 110
- Game 3 @ Boston : Boston 100, Syracuse 97 (OT)
- Game 4 @ Boston : Syracuse 110, Boston 94

## Statistiques

### Saison régulière
| Joueur          | Matchs | Min/m. | % Tir | % LF | Rbds/m. | Pass/m. | Pts/m. |
| --------------- | ------ | ------ | ----- | ---- | ------- | ------- | ------ |
| Don Barksdale   | 72     | 24.9   | .382  | .651 | 7.6     | 1.8     | 10.5   |
| Bob Brannum     | 71     | 22.9   | .378  | .709 | 6.9     | 1.8     | 6.2    |
| Bob Cousy       | 71     | 38.7   | .397  | .807 | 6.0     | 7.8     | 21.2   |
| Ed Macauley     | 71     | 38.1   | .424  | .792 | 8.5     | 3.9     | 17.6   |
| Red Morrison    | 71     | 17.3   | .423  | .626 | 6.4     | 1.2     | 4.4    |
| Jack Nichols    | 64     | 29.8   | .380  | .780 | 8.3     | 2.3     | 9.9    |
| Togo Palazzi    | 53     | 9.5    | .399  | .750 | 2.8     | 0.6     | 4.7    |
| Frank Ramsey    | 64     | 27.4   | .399  | .755 | 6.3     | 2.9     | 11.2   |
| Fred Scolari    | 59     | 10.5   | .305  | .796 | 1.3     | 1.6     | 3.2    |
| Bill Sharman    | 68     | 36.1   | .427  | .897 | 4.4     | 4.1     | 18.4   |
| Skippy Whitaker | 3      | 5.0    | .167  |      | 0.3     | 0.3     | 0.7    |

### Playoffs
| Joueur        | Matchs | Min/m. | % Tir | % LF | Rbds/m. | Pass/m. | Pts/m. |
| ------------- | ------ | ------ | ----- | ---- | ------- | ------- | ------ |
| Don Barksdale | 7      | 17.4   | .450  | .857 | 5.0     | 1.4     | 7.7    |
| Bob Brannum   | 7      | 32.1   | .426  | .579 | 11.3    | 1.9     | 9.0    |
| Bob Cousy     | 7      | 42.7   | .381  | .958 | 6.1     | 9.3     | 21.7   |
| Ed Macauley   | 7      | 40.4   | .462  | .759 | 7.4     | 4.6     | 18.1   |
| Red Morrison  | 7      | 6.0    | .375  | .333 | 2.0     | 0.1     | 1.0    |
| Jack Nichols  | 7      | 33.0   | .370  | .813 | 7.0     | 3.3     | 10.4   |
| Togo Palazzi  | 5      | 6.0    | .500  | .500 | 2.8     | 0.2     | 5.8    |
| Frank Ramsey  | 7      | 22.0   | .519  | .731 | 5.0     | 2.3     | 10.7   |
| Fred Scolari  | 5      | 5.8    | .267  | .800 | 1.0     | 0.6     | 2.4    |
| Bill Sharman  | 7      | 41.4   | .500  | .921 | 5.4     | 5.4     | 20.7   |

## Récompenses
- Bob Cousy, All-NBA First Team
- Bill Sharman, All-NBA Second Team